# 税钟麟
税钟麟（1880年—1910年10月15日），字玉书，号锡畴，四川井研县农新乡人。近代民主革命者。

## 生平
1903年赴日留学（专攻兵工科学）。曾登台与日本武士打擂。学习制造炸药、炸弹、枪支、自行车等技术后，于1905年底回国，在井研创办中学，宣传反清革命思想。
税钟麟武功高强，突围时跳河逃脱，辗转赴重庆转云南，妥善谋划，进行第二次行动。1910年10月15日，税钟麟于昆明四川会馆去世，年仅30岁。灵柩安葬于杏林村。